# День Конституції Іспанії

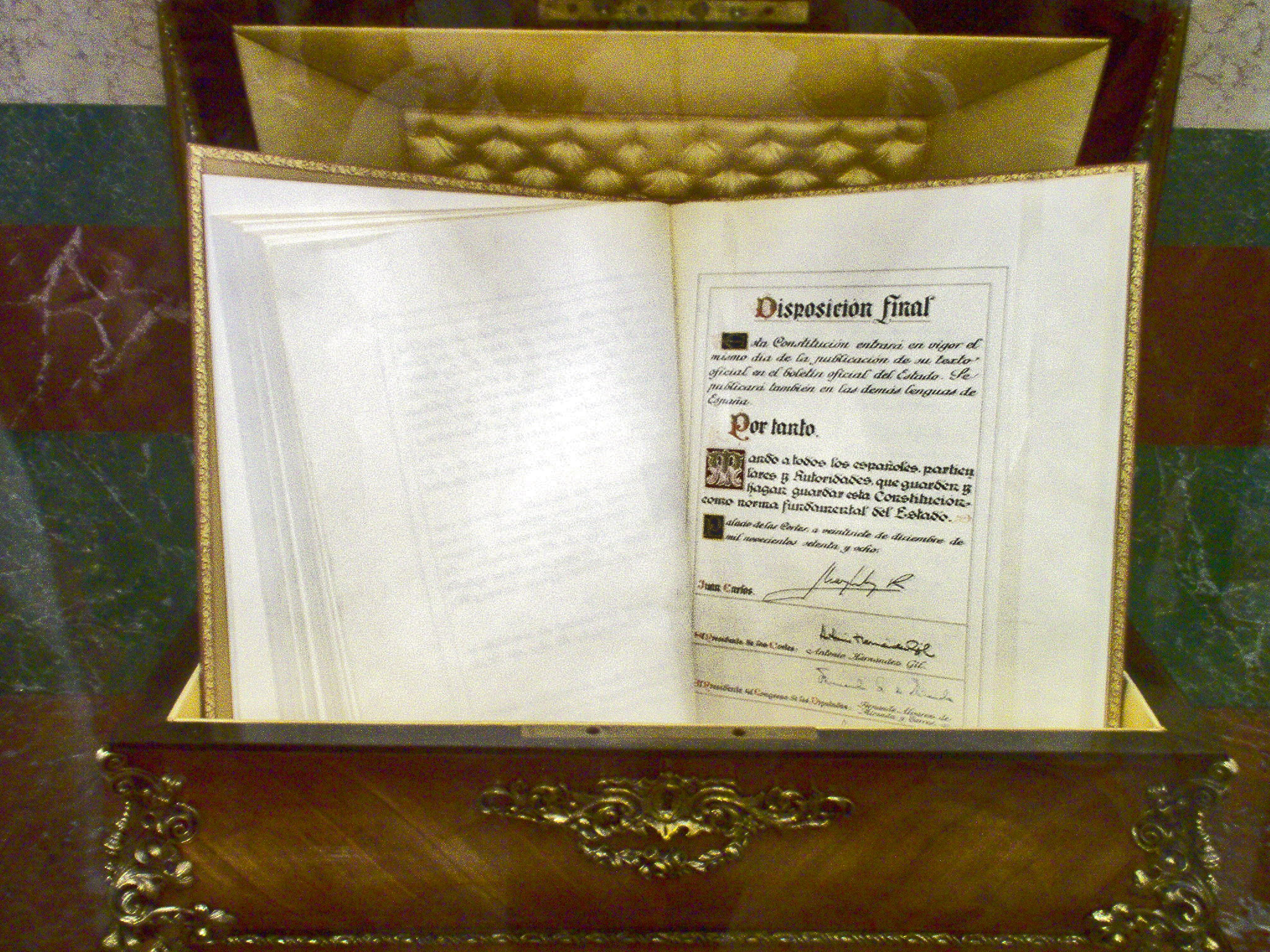
Офіційний примірник Конституції Іспанії 1978 року

День Конституції Іспанії (ісп. Día de la Constitución de España) — національне та державне свято Іспанії. Відзначається щороку 6 грудня, тобто в день, коли у 1978 році було прийнято Конституцію Іспанії.
6 грудня 1978 року — це день, коли на загальнонаціональному референдумі більшість іспанців проголосували за прийняття Конституції Іспанії.
Свято Дня Конституції Іспанії було запроваджено королівським указом короля Хуана Карлоса І від 30 листопада 1983 року. Відтоді щороку це свято відзначається всією Іспанією.
Після референдуму 1978 року офіційний примірник Конституції Іспанії був опублікований 29 грудня того ж року і того ж дня Конституція набула чинності.
Щороку 6 грудня в Іспанії проводяться святкові заходи у Генеральних Кортесах, армії та інших державних інституціях.